# Tatort: Alles hat seinen Preis
Alles hat seinen Preis ist ein Fernsehfilm aus der Krimireihe Tatort, der am 1. April 2012 im Ersten erstmals ausgestrahlt wurde. In seinem 32. bzw. 26. Fall beschäftigt sich das Berliner Ermittlerteam Till Ritter und Felix Stark, dargestellt von Dominic Raacke und Boris Aljinovic, mit dem Mord an einem erschlagen in seinem Büro aufgefundenen Taxiunternehmer.

## Handlung
Der Taxiunternehmer Herbert Klemke wird in seinem Büro erschlagen aufgefunden. Seine Sekretärin Edith Welziehn, die ihren Chef gefunden hat, berichtet Ritter und Stark, dass 10.000 Euro aus der Kasse fehlten. Dass zum Monatsabschluss eine größere Summe Bargeld in der Kasse sei, hätten nur sie und ihr Chef gewusst. Klemke muss seinen Mörder gekannt haben, da er ihn selbst in sein Büro gelassen hat. Stark redet mit Klemkes Tochter Dagmar, die seit acht Jahren in Australien lebt und dort versucht, eine Tauchschule zu eröffnen. Dagmars Mutter ist bei einem Autounfall ums Leben gekommen, als sie noch ein Kind war, Herbert Klemke saß am Steuer. Frau Welziehn sagt aus, dass Bülent Delikara, ein ehemaliger Fahrer Klemkes, der sich mittlerweile selbständig gemacht hat, am Abend des Todes noch bei Klemke gewesen sei und Geld für seine Dienste von ihm gefordert habe. Er habe sich „wie ein Irrer“ aufgeführt, auch Dagmar sei an dem Abend noch im Büro ihres Vaters gewesen. Auch Dagmar und ihr Vater hätten sich um Geld gestritten, Klemke wollte seine Tochter wohl nicht mehr finanziell unterstützen.
Laut Dagmar hat ihr Vater keine finanziellen Probleme gehabt, das gesamte Haus gehörte ihm. Finanziert hat er das Haus von der Lebensversicherung seiner Frau. Ritter befragt Delikara, während Stark seine Bankberaterin Christa Meinecke aufsucht, die Klemke kurz vor seinem Tod noch angerufen hat. Delikara sagt aus, er sei die gesamte Tatnacht Taxi gefahren, die Fahrten sind allerdings nirgendwo registriert, da er schwarz gefahren sei. Stark findet heraus, dass Klemke mit Frau Meinecke Streit hatte und ihr erregt auf den Anrufbeantworter sprach. Christa Meinecke sucht Franziska Zuckowski und ihren Bruder Pit in deren Feinkostladen auf und berichtet den beiden von den polizeilichen Ermittlungen. Unterdessen finden Ritter und Stark in Klemkes Büro den Businessplan von Dagmar Klemke für die Tauchschule in Australien. Offensichtlich wollte sie 70.000 Euro von ihrem Vater zur Existenzgründung, auf einem Scheck fehlt die Unterschrift ihres Vaters. Pit Zuckowski sucht Dagmar auf, diese kennen sich offenbar schon lange. Als er zudringlich wird, kommt seine Schwester Franziska hinzu und holt Pit nach Hause.
Beim Geschäftspartner von Dagmar Klemke erfahren die Beamten, dass Dagmar einen Eigenanteil von 70.000 Euro, also in Höhe der Summe, benötigte, um die sie ihren Vater gebeten hat. Dagmar gibt sich ahnungslos in Bezug auf einen Streit mit ihrem Vater, doch schließlich muss sie den Streit einräumen. Sie berichtet weiterhin, dass Franziska und Pit Zuckowski, die mit ihrem Feinkostladen Mieter bei Klemke waren, diesen aufgesucht hatten, anschließend hätte Dagmar das Büro ihres Vaters verlassen. Ritter und Stark suchen die Geschwister auf, Pit sagt aus, dass auch sie Streit mit Klemke wegen der hohen Mietnebenkosten hatten. Unterdessen werden im Taxi von Delikara die 10.000 Euro gefunden, die bei Klemke aus der Kasse verschwunden sind. Dieser behauptet, Klemke bereits tot aufgefunden und dann das Geld an sich genommen zu haben. Der Chef der Bank, bei der Christa Meinecke arbeitet, berichtet Ritter und Stark von Transaktionen, bei denen Gelder kurzfristig von einem Konto auf ein anderes verschoben wurden, um die Bonität von Kunden herzustellen, so auch vom Konto von Klemke auf Dagmars und andere Konten. Meinecke räumt diese Transaktionen den Beamten über daraufhin ein. Klemke war dahintergekommen, dies war der Grund für den Streit. Christa Meinecke gibt an, diese Transaktionen durchgeführt zu haben, um die Ungerechtigkeit der Bank auszugleichen, für die der kleine Kunde nicht zählt, sondern nur Großkunden Kredite erhalten. Sie habe niemandem durch ihr Verhalten finanziell geschädigt und versucht, es Klemke zu erklären, dieser ließ jedoch nicht mit sich reden. Sie bestreitet den Mord, wird jedoch wegen dringenden Tatverdachts vorläufig festgenommen.
Auf der Liste der Kunden, denen Christa Meinecke die Bonität verschafft hatte, finden Ritter und Stark den Feinkostladen der Zuckowskis. Die beiden suchen die Zuckowskis auf und konfrontieren diese mit ihren Erkenntnissen. Die Beamten vermuten hierin den Grund des Streits zwischen Klemke und den Zuckowskis. Die Zuckowskis geben an, nichts von den Transaktionen gewusst zu haben. Unterdessen ist Delikara entlastet, weil die Tatzeit eingegrenzt werden konnte und er zu der Zeit einen Stammkunden außerhalb Berlins gefahren hatte. Franziska Zuckowski sucht unterdessen Dagmar auf und bittet sie um eine Bürgschaft, diese lehnt jedoch ab und lässt so ihre Jugendfreundin im Stich. Die Testamentseröffnung ergibt, dass Frau Welziehn für ihre treuen Dienste 70.000 Euro erbt, Dagmar erbt ein Haus in Ziethen, von dem sie nichts weiß, die Häuser in Berlin sind hochverschuldet und gehören praktisch der Bank, ansonsten hat ihr Vater kein Vermögen mehr, sondern nur Schulden. Ihr Vater wollte bei seiner Tochter in Australien neu anfangen. Ritter und Stark nehmen ebenfalls Einblick in das Testament, ihnen fällt auf, dass Dagmar praktisch nur Schulden geerbt hat und Frau Welziehn genau die Summe, die Dagmar eigentlich für ihre Tauchschule benötigte. Auch stolpern die Beamten über das Haus in Ziethen, dem Heimatort von Frau Welziehn. Das Foto des Hauses hängt sowohl in Klemkes als auch in Welziehns Wohnung.
Unterdessen erfährt Dagmar von Frau Welziehn, dass diese mit ihrem Vater in Venedig war. Das Verhältnis zwischen Klemke und Frau Welziehn, das über Jahrzehnte ging, war in letzter Zeit abgekühlt und Klemke hat Welziehn nur noch hingehalten. Ritter und Stark suchen die beiden auf und hören das Geständnis von Frau Welziehn mit an, anschließend nehmen sie sie fest. Sie sagt den Beamten gegenüber aus, dass Klemke ihr am Tatabend plötzlich seine Australien-Pläne eröffnet hatte. Aus Wut darüber, dass er doch nicht seinen Lebensabend mit ihr verbringen, sondern die Tauchschule seiner Tochter begleiten wollte, erschlug sie ihn.

## Hintergrund
Der Film wurde von der Eikon Media GmbH und dem Rundfunk Berlin-Brandenburg (RBB) in Zusammenarbeit mit der ARD-Degeto produziert.

## Rezeption

### Einschaltquoten
Die Erstausstrahlung von Alles hat seinen Preis am 1. April 2012 wurde in Deutschland von insgesamt 8,20 Millionen Zuschauern gesehen und erreichte einen Marktanteil von 22,4 % für Das Erste.

### Kritiken
TV Spielfilm beurteilte den Film mit Viel Alltagsdrama, kaum Spannung.